# Nick Pope
Nicholas David Pope (Soham, Inglaterra, Reino Unido, 19 de abril de 1992) es un futbolista británico que juega en la posición de portero para el Newcastle United F. C. de la Premier League de Inglaterra.

## Trayectoria
En 2008 se incorporó al Bury Town procedente de la cantera del Ipswich Town. En mayo de 2011 se incorporó al Charlton Athletic de League One. En sus primeras temporadas fue cedido a diversos equipos de categoría inferior como el Harrow Borough de la Isthmian League, el Welling United de la National League South, Cambridge United y Aldershot Town de la Conference Premier, York City y Bury FC de la League Two. Al fin, en la campaña 2015-16 fue el guardameta habitual del Charlton Athletic en Championship.
En verano de 2016 se incorporó al Burnley, con el que debutó en Premier League más de un año después cuando salió en sustitución del lesionado Tom Heaton en el partido ante el Crystal Palace. Desde ese momento, se convirtió en un fijo en la portería de Los Clarets y siendo una de las grandes revelaciones de la competición.
El 26 de julio de 2018, en su debut en Liga Europa ante el Aberdeen, sufrió una grave lesión de hombro que le apartó por varios meses de los terrenos de juego.
En mayo de 2019 firmó un nuevo contrato con el Burnley hasta el año 2023. La temporada 2019-20 disputó las 38 jornadas de la Premier League al completo.
Con el descenso del club a Championship en la temporada 2021-22, optó por no seguir y fue traspasado al Newcastle United F. C.

## Selección nacional
Es internacional con la selección de fútbol de Inglaterra. Fue convocado por primera vez el 15 de marzo de 2018 para disputar los partidos contra Italia y los Países Bajos, aunque finalmente no llegó a jugar ningún minuto. Dos meses después, el 16 de mayo, se confirmó, tras la selección de Gareth Southgate, que formaría parte del equipo final que jugaría la Copa Mundial de Fútbol de 2018. El 7 de junio de 2018 hizo su debut en un encuentro amistoso que finalizó con un resultado de 2-0 contra Costa Rica entrando en el minuto 65 por Jack Butland.

### Participaciones en Copas del Mundo
| Mundial           | Sede  | Resultado        | Partidos | Goles |
| ----------------- | ----- | ---------------- | -------- | ----- |
| Copa Mundial 2018 | Rusia | Cuarto lugar     | 0        | 0     |
| Copa Mundial 2022 | Catar | Cuartos de final | 0        | 0     |

## Clubes
Actualizado al último partido disputado el 16 de marzo de 2025.
| Club                            | País       | Año       | Partidos | Goles |
| ------------------------------- | ---------- | --------- | -------- | ----- |
| Bury Town F. C.                 | Inglaterra | 2008-2011 |          |       |
| Charlton Athletic F. C.         | Inglaterra | 2011      | 0        | 0     |
| Harrow Borough F. C. (cedido)   | Inglaterra | 2011-2012 | 19       | 0     |
| Welling United F. C. (cedido)   | Inglaterra | 2012      | 4        | 0     |
| Cambridge United F. C. (cedido) | Inglaterra | 2013      | 9        | 0     |
| Charlton Athletic F. C.         | Inglaterra | 2013      | 1        | 0     |
| Aldershot Town F. C. (cedido)   | Inglaterra | 2013      | 5        | 0     |
| York City F. C. (cedido)        | Inglaterra | 2013-2014 | 24       | 0     |
| Charlton Athletic F. C.         | Inglaterra | 2014      | 9        | 0     |
| Bury F. C. (cedido)             | Inglaterra | 2015      | 22       | 0     |
| Charlton Athletic F. C.         | Inglaterra | 2015-2016 | 28       | 0     |
| Burnley F. C.                   | Inglaterra | 2016-2022 | 155      | 0     |
| Newcastle United F. C.          | Inglaterra | 2022-     | 85       | 0     |

## Palmarés

### Títulos nacionales
| Título          | Club                   | País       | Año  |
| --------------- | ---------------------- | ---------- | ---- |
| Copa de la Liga | Newcastle United F. C. | Inglaterra | 2025 |